# Iran op de Olympische Zomerspelen 1948
Iran vaardigde bij de Olympische Zomerspelen 1948 in Londen, Engeland voor het eerst een team af. In 1900 had een enkele Pers al deelgenomen. De allereerste medaille voor Iran werd gewonnen door Mohammad Jafar Salmassi bij het gewichtheffen.

## Medailleoverzicht
| Sport         | Olympiër                | Onderdeel | Medaille |
| ------------- | ----------------------- | --------- | -------- |
| Gewichtheffen | Mohammad Jafar Salmassi | -48kg (m) | Brons    |

## Deelnemers en resultaten
(m) = mannen, (v) = vrouwen 

### Basketbal
| Olympiër | Discipline | Resultaat | Prestatie |
| --- | ---------- | --------- | --- |
| Kazem Ashtari Asghar Ehsasi Fereydoon Esfandiari Hossein Hashemi Hossein Jabbarzadegan Hossein Karandish Farhang Mohtadi Houshang Rafatjah Fereydoon Sadeghi Ziaoddin Shadman Abolfazl Solbi Hossein Sorouri Hossein Saoudipour | mannen     | 14e       | groep D: 4de V van Frankrijk: 30-62 W van Ierland: 49-22 V van Mexico: 27-68 V van Cuba: 30-63 9-16de plek: V van Canada: 25-81 13-16de plek: W van Hongarije: 2-0 13-14de plek: V van Cuba: 36-70 |

| Groep D |           |             |             |             |            |            |            |        |
| №       | Land      | Wedstrijden | Wedstrijden | Wedstrijden | Doelpunten | Doelpunten | Doelpunten | Punten |
| №       | Land      | G           | W           | V           | V          | T          | Saldo      | Punten |
| 1       | Mexico    | 4           | 4           | 0           | 234        | 109        | +125       | 8      |
| 2       | Frankrijk | 4           | 3           | 1           | 214        | 131        | +83        | 7      |
| 3       | Cuba      | 4           | 2           | 2           | 213        | 131        | +82        | 6      |
| 4       | Iran      | 4           | 1           | 3           | 136        | 215        | −79        | 5      |
| 5       | Ierland   | 4           | 0           | 4           | 70         | 281        | −211       | 4      |

| Ronde        | Plaats    | Land  | Score   | Land |
| ------------ | --------- | ----- | ------- | ---- |
| Groepsfase   |           |       |         |      |
| Londen       | Frankrijk | 62-30 | Iran    |      |
| Londen       | Iran      | 49-22 | Ierland |      |
| Londen       | Mexico    | 68-27 | Iran    |      |
| Londen       | Cuba      | 63-30 | Iran    |      |
| 9-16de plek  |           |       |         |      |
| Londen       | Canada    | 81-25 | Iran    |      |
| 13-16de plek |           |       |         |      |
| Londen       | Hongarije | 0-2   | Iran    |      |
| 13-14de plek |           |       |         |      |
| Londen       | Iran      | 36-70 | Cuba    |      |

### Boksen
| Olympiër              | Discipline | Resultaat | Prestatie                                                                   |
| --------------------- | ---------- | --------- | --------------------------------------------------------------------------- |
| Ghasem Rasaeli        | -51kg (m)  | 17e       | 1ste ronde: V van NED Corman: punten                                        |
| Emmanuel Agassi       | -54kg (m)  | 17e       | 1ste ronde: V van ESP Demenech: punten                                      |
| Jamshid Fani          | -58kg (m)  | 17e       | 1ste ronde: V van CAN Savoie: gediskwalificeerd                             |
| Masoud Rahimiha       | -62kg (m)  | 17e       | 1ste ronde: V van ARG Lopez: punten                                         |
| George Issabeg        | -67kg (m)  | 17e       | 1ste ronde: V van ITA D'Ottavio: punten                                     |
| Hossein Tousi         | -73kg (m)  | 9e        | 1ste ronde: W van SWE Karlsson: punten 2de ronde: V van ITA MMcKeon: punten |
| Shura Ossipoff        | -80kg (m)  | 9e        | 1ste ronde: vrij 2de ronde: V van ITA Di Segni: punten                      |
| Mohammad Jamshidabadi | +80kg (m)  | 9e        | 1ste ronde: vrij 2de ronde: V van SWE Nilsson: gediskwalificeerd            |

### Gewichtheffen
| Olympiër                | Discipline  | Resultaat | Prestatie                                                                                      |
| ----------------------- | ----------- | --------- | ---------------------------------------------------------------------------------------------- |
| Mahmoud Namjoo          | -56kg (m)   | 5e        | drukken: 6de met 82,5kg trekken: 12de met 82,5kg stoten: 1ste met 122,5kg (OR) totaal: 287,5kg |
| Mohammad Jafar Salmassi | -60kg (m)   | Brons     | drukken: 1ste met 100kg (WR) trekken: 2de met 97,5kg stoten: 13de met 115kg totaal: 312,5kg    |
| Asadollah Mahini        | -67,5kg (m) | 19e       | drukken: 18de met 85kg trekken: 18de met 92,5kg stoten: 20ste met 117,5kg totaal: 295kg        |
| Naser Mirghavami        | -75kg (m)   | 13e       | drukken: 9de met 102,5kg trekken: 18de met 95kg stoten: 13de met 130kg totaal: 327,5kg         |
| Rasoul Raeisi           | -82,5kg (m) | 8e        | drukken: 3de met 110kg trekken: 10de met 110kg stoten: 13de met 135kg totaal: 355kg            |

### Schietsport
| Olympiër            | Discipline             | Resultaat | Prestatie                      |
| ------------------- | ---------------------- | --------- | ------------------------------ |
| Farhang Khosropanah | 50m geweer liggend (m) | 69e       | 545 punten:(88-90-88-94-92-93) |
| S. Mollazal         | 50m geweer liggend (m) | 71e       | 511 punten:(85-87-83-89-85-82) |
| Mahmoud Sakhaei     | 50m geweer liggend (m) | 67e       | 552 punten:(91-94-91-90-96-90) |
| Farhang Khosropanah | 300m vrij geweer (m)   | 36e       | 472 punten:(180-186-106)       |
| S. Mollazal         | 300m vrij geweer (m)   | 34e       | 660 punten:(284-234-142)       |
| Mahmoud Sakhaei     | 300m vrij geweer (m)   | 35e       | 587 punten:(232-217-138)       |

### Worstelen
| Olympiër            | Discipline  | Resultaat   | Prestatie |
| Vrije stijl         | Vrije stijl | Vrije stijl | Vrije stijl |
| ------------------- | ----------- | ----------- | --- |
| Mansour Raeisi      | -52kg (m)   | 4e          | 1ste ronde: V van USA Jernigan: punten 2de ronde: W van AUS Harris: punten 3de ronde: W van IND Jadav 4de ronde: V van TUR Balamir: punten |
| Hassan Saadian      | -62kg (m)   | 11e         | 1ste ronde: V van TUR Bilge: punten 2de ronde: W van USA Moore: punten 3de ronde: V van HUN Tóth: punten                                   |
| Ali Ghaffari        | -67kg (m)   | 11e         | 1ste ronde: V van RSA Ries: punten 2de ronde: W van KOR Kim 3de ronde: V van USA Koll                                                      |
| Abbas Zandi         | -73kg (m)   | 7e          | 1ste ronde: W van RSA Ojeda 2de ronde: V van TUR Doğu 3de ronde: V van FRA Leclere: punten                                                 |
| Abbas Hariri        | -79kg (m)   | 16e         | 1ste ronde: V van USA Brand: punten 2de ronde: niet gestart                                                                                |
| Mansour Mirghavami  | -87kg (m)   | 12e         | 1ste ronde: V van RSA Morton: punten 2de ronde: V van HUN Taranyi: punten                                                                  |
| Abolghasem Sakhdari | +87kg (m)   | 5e          | 1ste ronde: vrij 2de ronde: V van USA Hutton: punten 3de ronde: V van SWE Antonsson                                                        |

Afghanistan · Argentinië · Australië · België · Bermuda · Birma · Brazilië · Brits-Guiana · Canada · Ceylon · Chili · Colombia · Cuba · Denemarken · Egypte · Filipijnen · Finland · Frankrijk · Griekenland · Groot-Brittannië · Hongarije · Ierland · IJsland · India · Irak · Iran · Italië · Jamaica · Joegoslavië · Libanon · Liechtenstein · Luxemburg · Malta · Mexico · Monaco · Nederland · Nieuw-Zeeland · Noorwegen · Oostenrijk · Pakistan · Panama · Peru · Polen · Portugal · Puerto Rico · Republiek China · Singapore · Spanje · Syrië · Trinidad en Tobago · Tsjecho-Slowakije · Turkije · Uruguay · Venezuela · Verenigde Staten · Zuid-Afrika · Zuid-Korea · Zweden · Zwitserland